# 日本テレビ水曜8時枠連続ドラマ
日本テレビ水曜8時枠連続ドラマは、日本テレビ系列で過去8期に渡って毎週水曜日夜8時枠に放送されていたテレビドラマである。

## 概要
1970年代からは石立鉄男・杉田かおる主演の『パパと呼ばないで』、中断後は中村雅俊主演の青春物がヒットして、TBS系列の刑事ドラマ路線、フジテレビ系列の『銭形平次』、テレビ朝日系列の『水曜スペシャル』、東京12チャンネル（現：テレビ東京）の『三波伸介の凸凹大学校』と鎬を削った。だがナイターシーズンはプロ野球中継で度々中断、やがて『痛快!ピッカピカ社員』からは社会人路線に変更するも人気無く、1982年10月以降は90分番組または1時間バラエティ番組のために5年中断、その後は日曜21:00で放送された『あぶない刑事』の後継『あきれた刑事』を放送して終結した。
なお『痛快!ピッカピカ社員』から『女かじき特急便』までの4作品には、「水曜劇場」という枠名が付いていたが、TBSテレビの『水曜劇場』やフジテレビの『水曜劇場』とは関係無い。
また『あきれた刑事』継続中は19時枠・21時枠・22時枠（水曜ドラマ）、そして本枠と、4時間に渡ってドラマが放送されていた。
2023年現在は『1億人の大質問!?笑ってコラえて!』がバラエティ番組枠で放送されている。

## 放送されていた作品

### 第1期
- サーカス西部へ行く（1961年10月～1962年4月） - ここから20:00 - 21:00枠。

1962年4月から9月の間はプロ野球中継を放送。

### 第2期
- 若い街角（1962年10月3日～1963年1月9日）
- 青春の群像（1963年1月16日～9月25日） - ここまで20:00 - 21:00枠。
- 娘の結婚（1963年10月16日～1964年4月1日） - ここから20:00 - 20:56枠。

1964年4月から10月まではプロ野球中継と東京オリンピック中継を放送。なおプロ野球中継の雨傘番組として『水曜サスペンス』を放送。

### 第3期
- つむじ風三万両（1964年10月28日～1965年1月20日）
- 王将物語（1965年1月27日～4月14日）

1965年4月から9月まではプロ野球中継を放送。なお雨傘として『水曜名画劇場』を放送。

### 第4期
- 堂々たる人生（1965年10月27日～1966年1月19日）
- 魚河岸の石松（1966年1月26日～3月30日）
- 新・新三等重役（1966年4月27日～7月27日）

1966年8月～10月の間はプロ野球中継を放送（定時番組は置かず）。

### 第5期
- 遊撃戦（1966年10月12日～11月9日） - 木曜20:00に移動。

1966年11月16日～1969年11月16日の間は演芸番組（お笑いカラー寄席→ゴーゴー!コメディアン!!）を放送。

### 第6期
- 秘密指令S（1969年11月26日～1970年3月25日） - 海外作品。
- はまぐり大将（1970年4月1日～9月16日）
- うちのおとうさん（1970年10月7日～1971年3月31日）
- おひかえあそばせ（1971年4月7日～9月29日）
- 気になる嫁さん（1971年10月6日～1972年9月27日） - ここまで20:00 - 20:56枠。
- パパと呼ばないで（1972年10月4日～1973年9月26日） - ここから20:00 - 20:55枠。
- 雑居時代（1973年10月3日～1974年3月27日）
- 天下のおやじ（1974年4月3日～9月25日）

1974年10月2日～1975年3月26日の間はバラエティ枠（マチャアキのガンバレ9時まで!!）

### 第7期
- 俺たちの勲章（1975年4月2日～9月24日） - ここまで20:00 - 20:55枠。
- 山盛り食堂（1975年10月1日～1976年3月10日） - ここから20:00 - 20:54枠。
- 泣かせるあいつ（1976年3月17日～9月29日）
- 気まぐれ天使（1976年10月6日～1977年10月19日）
- 気まぐれ本格派（1977年10月26日～1978年9月20日）
- ゆうひが丘の総理大臣（1978年10月11日～1979年10月10日）
- あさひが丘の大統領（1979年10月17日～1980年9月17日）
- 痛快!ピッカピカ社員（1980年10月15日～1981年1月28日） - ここから『水曜劇場』。
- 俺はおまわり君（1981年2月4日～9月16日）
- 先生は一年生（1981年10月14日～1982年3月24日）
- 女かじき特急便（1982年4月28日～9月22日） - ここまで『水曜劇場』。

1982年10月～1987年9月の間は音楽&バラエティ枠（歌のワイド90分!ほか）

### 第8期
- あきれた刑事（1987年10月～1988年3月23日）

## ネット局
※放送局名は放送当時のもの。
- 日本テレビ
- 札幌テレビ
- 青森放送
- テレビ岩手
- 仙台放送→ミヤギテレビ
- 秋田放送
- 山形放送
- 福島テレビ→福島中央テレビ
- 山梨放送
- 新潟放送→テレビ新潟
- 信越放送 (「おひかえあそばせ」から「先生は一年生」まで)
- 静岡放送→静岡第一テレビ
- 北日本放送
- 北陸放送（1982年9月まで同時ネット）→石川テレビ（『あきれた刑事』のみ平日夕方に放送）
- 福井放送
- 名古屋テレビ→中京テレビ
- よみうりテレビ
- 日本海テレビ
- 広島テレビ
- 山口放送
- 四国放送
- 西日本放送
- 南海放送
- 高知放送
- 福岡放送
- 長崎放送→テレビ長崎
- 熊本放送→くまもと県民テレビ
- 南日本放送→鹿児島テレビ

## その他
前述の通り、『痛快!ピッカピカ社員』から『女かじき特急便』までの4作品には『水曜劇場』という冠が付いていたが、この間『先生は一年生』までの3作継続中には、TBSの『水曜劇場』も継続中（『女かじき』の時は『日立テレビシティ』で中断）だったため、1年半の間同名のドラマ枠が存在していた。
| 日本テレビ系 水曜夜8時枠                                        | 日本テレビ系 水曜夜8時枠                                          | 日本テレビ系 水曜夜8時枠           |
| 前番組                                                          | 番組名                                                            | 次番組                             |
| --------------------------------------------------------------- | ----------------------------------------------------------------- | ---------------------------------- |
| プロ野球中継                                                    | 日本テレビ水曜8時枠連続ドラマ （1961.10 - 1962,4）                | プロ野球中継                       |
| プロ野球中継                                                    | 日本テレビ水曜8時枠連続ドラマ （1962.10 - 1964.4）                | プロ野球中継 または 水曜サスペンス |
| プロ野球中継 または 水曜サスペンス ↓ 1964年東京オリンピック中継 | 日本テレビ水曜8時枠連続ドラマ （1964.10 - 1965.4）                | プロ野球中継 または 水曜名画劇場   |
| プロ野球中継 または 水曜名画劇場                                | 日本テレビ水曜8時枠連続ドラマ （1965.10 - 1966.7.27）             | プロ野球中継 ※20:00～21:26         |
| プロ野球中継 ※20:00～21:26                                      | 日本テレビ水曜8時枠連続ドラマ （1966.10.12 - 11.9）               | お笑いカラー寄席                   |
| ゴーゴー!コメディアン!!                                         | 日本テレビ水曜8時枠連続ドラマ （1969.11.26 - 1974.9.25）          | マチャアキのガンバレ9時まで!!      |
| マチャアキのガンバレ9時まで!!                                   | 日本テレビ水曜8時枠連続ドラマ ↓ 水曜劇場 （1975.4.2 - 1982.9.22） | 歌のワイド90分! ※19:30～20:54      |
| 水曜バラエティ ※19:30～20:54                                    | 日本テレビ水曜8時枠連続ドラマ （1987.10 - 1988.3.23）             | 欽ちゃんの気楽にリン               |